# Federazioni associate alla FIDE
La Federazione Internazionale degli Scacchi (FIDE), al febbraio 2020 conta 194 Federazioni nazionali associate, suddivise in quattro grandi aree continentali:
- Europa (55 federazioni)
- Asia e Oceania (52)
- Africa (49)
- Americhe (38)

In alcuni casi la suddetta suddivisione non segue criteri geografici rigorosi, per esempio l'Armenia, Israele e la Turchia sono comprese nell'area continentale europea. Ogni area continentale è suddivisa in zone, alcune delle quali hanno delle sottozone.

Al termine della pagina è riportata una classifica dei primi 20 Paesi in base alla media Elo dei primi 10 giocatori.

## Europa
| Paese                | Federazione                                                   | Zona  |
| -------------------- | ------------------------------------------------------------- | ----- |
| Albania              | Federata Shqiptare e Shahut                                   | 1.5 a |
| Andorra              | Federació d`Escacs Valls d`Andorra                            | 1.10  |
| Armenia              | Armenian Chess Federation                                     | 1.5 b |
| Austria              | Österreichischer Schachbund                                   | 1.2 a |
| Azerbaigian          | Azərbaycan Şahmat Federasiyası                                | 1.8   |
| Belgio               | Koninklijke Belgische Schaakbond Fed. Royale Belge des Echecs | 1.1 b |
| Bielorussia          | Belarus Chess Federation                                      | 1.8   |
| Bosnia ed Erzegovina | Sahovski Savez Bosne i Hercegovine                            | 1.2 b |
| Bulgaria             | Federation Bulgare des Echecs                                 | 1.4   |
| Repubblica Ceca      | Sachovy Svaz Ceske Republiky                                  | 1.4   |
| Cipro                | Cyprus Chess Federation                                       | 1.10  |
| Croazia              | Hrvatski šahovski savez                                       | 1.2 b |
| Danimarca            | Dansk Skak Union                                              | 1.3   |
| Estonia              | Eesti Maleliit                                                | 1.7   |
| Isole Faroer         | Talvsamband Foroya                                            | 1.3   |
| Finlandia            | Suomen Keskusshakkiliitto                                     | 1.3   |
| Francia              | Fédération Française des Échecs                               | 1.1 b |
| Galles               | Welsh Chess Union                                             | 1.1 a |
| Georgia              | Georgian Chess Federation                                     | 1.5 b |
| Germania             | Deutscher Schachbund                                          | 1.2 a |
| Grecia               | Elliniki Skakistiki Omospondia                                | 1.5 a |
| Guernsey             | Guernsey Chess Federation                                     | 1.10  |
| Inghilterra          | English Chess Federation                                      | 1.1 a |
| Irlanda              | Irish Chess Union                                             | 1.1 a |
| Islanda              | Skaksamband Islands                                           | 1.3   |
| Israele              | Israel Chess Federation                                       | 1.2 b |
| Italia               | Federazione Scacchistica Italiana                             | 1.1 c |
| Jersey               | Jersey Chess Federation                                       | 1.10  |
| Kosovo               | Kosovo Chess Federation                                       | 1.2b  |
| Lettonia             | Latvijas Saha Savieniba                                       | 1.7   |
| Liechtenstein        | Liechtensteiner Schachverband                                 | 1.10  |
| Lituania             | Lietuvos Sachmatu Federacija                                  | 1.7   |
| Lussemburgo          | Fédér. Luxembourgeoise des Échecs                             | 1.10  |
| Macedonia del Nord   | Chess Federation of Macedonia                                 | 1.2 b |
| Malta                | Il-Federazzjoni Maltija tac-Cess                              | 1.10  |
| Moldavia             | Federatia de Sah a Republicii Moldova                         | 1.8   |
| Principato di Monaco | Fédération Monegasque des Échecs                              | 1.10  |
| Montenegro           | Montenegro Chess Federation                                   | 1.5 a |
| Norvegia             | Norges Sjakkforbund                                           | 1.3   |
| Paesi Bassi          | Koninklijke Nederlandse Schaakbond                            | 1.1 b |
| Polonia              | Polish Chess Federation                                       | 1.4   |
| Portogallo           | Federação Portuguesa de Xadrez                                | 1.1 c |
| Romania              | Federația Română de Șah                                       | 1.4   |
| Russia               | Šachmatnaja Federazija Rossii                                 | 1.6   |
| San Marino           | Federazione Sammarinese Scacchi                               | 1.10  |
| Scozia               | Chess Scotland                                                | 1.1 a |
| Serbia               | Chess Federation of Serbia                                    | 1.5 a |
| Slovacchia           | Slovensky Sachovy Zvaz                                        | 1.4   |
| Slovenia             | Sahovska Zveza Slovenije                                      | 1.2 a |
| Spagna               | Federación Espanola de Ajedrez                                | 1.1 c |
| Svezia               | Sveriges Schackförbund                                        | 1.3   |
| Svizzera             | Schweizerischer Schachbund                                    | 1.2 a |
| Turchia              | Türkiye Satranç Federasyonu                                   | 1.5 a |
| Ucraina              | Ukrainian Chess Federation                                    | 1.9   |
| Ungheria             | Magyar Sakkszovetseg                                          | 1.4   |

## Americhe
| Paese                     | Federazione                             | Zona   |
| ------------------------- | --------------------------------------- | ------ |
| Antigua e Barbuda         | Antigua and Barbuda Chess Federation    | 2.3.5  |
| Aruba                     | Aruba Chess Federation                  | 2.3.5  |
| Antille Olandesi          | Antillean Chess Federation              | 2.3.5  |
| Argentina                 | Federación Argentina de Ajedrez         | 2.5    |
| Bahama                    | Bahamas Chess Federation                | 2.3.5  |
| Barbados                  | Barbados Chess Federation               | 2.3.5  |
| Belize                    | Belize Chess Federation                 | 2.3. c |
| Bermuda                   | Bermuda Chess Association               | 2.3.5  |
| Bolivia                   | Federación Boliviana de Ajedrez         | 2.4    |
| Brasile                   | Confederação Brasileira de Xadrez       | 2.4    |
| Canada                    | Chess Federation of Canada              | 2.2    |
| Isole Cayman              | Cayman Islands Chess Federation         | 2.3.5  |
| Cile                      | Federación Nacional de Ajedrez de Chile | 2.5    |
| Colombia                  | Federación Colombiana de Ajedrez        | 2.3 b  |
| Costa Rica                | Federación Central de Ajedrez           | 2.3 c  |
| Cuba                      | Federación Cubana de Ajedrez            | 2.3 a  |
| Repubblica Dominicana     | Federación Dominicana de Ajedrez        | 2.3 a  |
| Ecuador                   | Federación Ecuatoriana de Ajedrez       | 2.3 b  |
| El Salvador               | Federación Salvadorena de Ajedrez       | 2.3 c  |
| Giamaica                  | The Jamaica Chess Federation            | 2.3.5  |
| Grenada                   | Grenada Chess Federation                | 2.3.5  |
| Guatemala                 | Fed. Nac. de Ajedrez de Guatemala       | 2.3.5  |
| Guyana                    | Guyana Chess Federation                 | 2.3.5  |
| Haiti                     | Fédération Haïtienne des Échecs         | 2.3 a  |
| Honduras                  | Federación de Ajedrez de Honduras       | 2.3 c  |
| Isole Vergini Americane   | American Virgin Islands Chess Fed.      | 2.3. a |
| Isole Vergini britanniche | British Virgin Islands Chess Fed.       | 2.3.5  |
| Messico                   | Fed. Nac. de Ajedrez de Mexico          | 2.3 c  |
| Nicaragua                 | Federación Nicaraguense de Ajedrez      | 2.3.2  |
| Panama                    | Federación de Ajedrez de Panamá         | 2.3 c  |
| Paraguay                  | Federación Paraguaya de Ajedrez         | 2.5    |
| Perù                      | Federación Peruana de Ajedrez           | 2.4    |
| Porto Rico                | Fed. de Ajedrez de Puerto Rico          | 2.3a   |
| Saint Kitts e Nevis       | Saint Kitts and Nevis C. F.             | 2.3.5  |
| Santa Lucia               | Chess Federation of Saint Lucia         | 2.3.5  |
| Stati Uniti d'America     | United States Chess Federation          | 2.1    |
| Suriname                  | Suriname Chess Federation               | 2.3 b  |
| Trinidad e Tobago         | Trinidad & Tobago Chess Association     | 2.3 b  |
| Venezuela                 | Federación Venezolana de Ajedrez        | 2.3 c  |

## Asia e Oceania
| Paese               | Federazione                        | Zona |
| ------------------- | ---------------------------------- | ---- |
| Afghanistan         | Afghan National Chess Federation   | 3.4  |
| Arabia Saudita      | Saudi Chess Association            | 3.1  |
| Australia           | Australian Chess Federation        | 3.6  |
| Bahrein             | Bahrein Chess Federation           | 3.1  |
| Bangladesh          | Bangladesh Chess Federation        | 3.2  |
| Bhutan              | Bhutan Chess Federation            | 3.2  |
| Birmania            | Myanmar Chess Federation           | 3.3  |
| Brunei              | Bunei Chess Federation             | 3.3  |
| Cambogia            | Cambodian Chess Federation         | 3.3  |
| Cina                | Chinese Chess Association          | 3.5  |
| Corea del Sud       | Korea Chess Association            | 3.3  |
| Emirati Arabi Uniti | UAE Chess Federation               | 3.1  |
| Figi                | Fiji Chess Federation              | 3.6  |
| Filippine           | Nat. Chess Fed. of the Philippines | 3.3  |
| Giappone            | Japan Chess Association            | 3.3  |
| Giordania           | Royal Jordanian Chess Federation   | 3.1  |
| Guam                | Guam Chess Federation              | 3.6  |
| Hong Kong           | Hong Kong Chess Federation         | 3.3  |
| India               | All India Chess Federation         | 3.2  |
| Indonesia           | Persatuan Catur Seluruh Indonesia  | 3.3  |
| Iran                | Chess Fed. of lslamic Rep. of Iran | 3.1  |
| Iraq                | Iraqi Chess Federation             | 3.1  |
| Isole Salomone      | Solomon Islands Chess Federation   | 3.6  |
| Kazakistan          | Kazakhstan Chess Federation        | 3.4  |
| Kirghizistan        | Kyrgystan's Chess Federation       | 3.4  |
| Kuwait              | Kuwait Chess Federation            | 3.1  |
| Laos                | Lao Chess Federation               | 3.3  |
| Libano              | Federation Libanaise des Échecs    | 3.1  |
| Macao               | Macau Chess Association            | 3.3  |
| Malaysia            | Malaysia Chess Federation          | 3.3  |
| Maldive             | Maldives Chess Federation          | 3.2  |
| Mongolia            | Mongolian Chess Federation         | 3.3  |
| Myanmar             | Myanmar Chess Federation           | 3.3  |
| Nauru               | Nauru Chess Federation             | 3.6  |
| Nepal               | Nepal Chess Association            | 3.2  |
| Nuova Zelanda       | New Zealand Chess Federation       | 3.6  |
| Oman                | Oman Chess Committee               | 3.1  |
| Pakistan            | Chess Federation of Pakistan       | 3.2  |
| Palau               | Chess Federation of Palau          | 3.6  |
| Palestina           | Palestine Chess Federation         | 3.1  |
| Papua Nuova Guinea  | Papua New Guinea Chess Federation  | 3.6  |
| Qatar               | Qatar Chess Association            | 3.1  |
| Singapore           | Singapore Chess Federation         | 3.3  |
| Isole Salomone      | Solomon Islands Chess Federation   | 3.6  |
| Siria               | Syrian Arab Chess Federation       | 3.1  |
| Sri Lanka           | Chess Federation of Sri Lanka      | 3.2  |
| Taiwan              | Republic of China Chess Fed.       | 3.3  |
| Thailandia          | Thailand Chess Association         | 3.3  |
| Taiwan              | Chinese Taipei Chess Association   | 3.3  |
| Tagikistan          | Federazija Shakhmati Tajikistan    | 3.4  |
| Timor Est           | Federação Xadrez de Timor-Leste    | 3.3  |
| Turkmenistan        | Turkmenistan Chess Federation      | 3.4  |
| Uzbekistan          | Chess Federation of Uzbekistan     | 3.4  |
| Vietnam             | Lien Doan Co Viet Nam              | 3.3  |
| Yemen               | Yemen Chess Federation             | 3.1  |

## Africa
| Paese               | Federazione                             | Zona |
| ------------------- | --------------------------------------- | ---- |
| Algeria             | Fédération Algérienne des Échecs        | 4.1  |
| Angola              | Federação Angolana de Xadrez            | 4.3  |
| Botswana            | Botswana Chess Federation               | 4.3  |
| Burundi             | Fédération des Échecs du Burundi        | 4.3  |
| Camerun             | Cameroonian Chess Federation            | 4.2  |
| Congo               | Congo Chess Federation                  | 4.3  |
| Costa d'Avorio      | Fed. Ivoirienne d'Échecs et de Bridge   | 4.2  |
| Egitto              | Egyptian Chess Federation               | 4.2  |
| Etiopia             | Ethiopian Chess Federation              | 4.2  |
| Gabon               | Gabon Chess Federation                  | 4.2  |
| Ghana               | The Ghana Chess Association             | 4.2  |
| Kenya               | Chess Kenya                             | 4.2  |
| Libia               | Libya Chess Federation                  | 4.1  |
| Malawi              | Chess Association of Malawi             | 4.3  |
| Mali                | Fédération Malienne du Jeu d'Échecs     | 4.1  |
| Marocco             | Fed. Royale Marocaine des Échecs        | 4.1  |
| Madagascar          | Fédération Malagasy du Jeu d'Échecs     | 4.3  |
| Mauritania          | Mauritania Chess Federation             | 4.1  |
| Mauritius           | Mauritius Chess Federation              | 4.3  |
| Mozambico           | Federação Moçambicana de Xadrez         | 4.3  |
| Namibia             | Namibian Chess Federation               | 4.3  |
| Nigeria             | Nigeria Chess Federation                | 4.2  |
| Rep. Centrafricana  | Chess Fed. of Central Africa Republic   | 4.3  |
| Ruanda              | Rwanda Chess Federation                 | 4.3  |
| São Tomé e Príncipe | Chess Federation of São Tomé & Principe | 4.3  |
| Senegal             | Fédération Senegalaise des Échecs       | 4.1  |
| Seychelles          | Seychelles Chess Federation             | 4.2  |
| Sierra Leone        | Chess Federation of Sierra Leone        | 4.2  |
| Somalia             | Somali Chess Federation                 | 4.2  |
| Sudafrica           | Chess South Africa                      | 4.3  |
| Sudan               | Sudan Chess Federation                  | 4.2  |
| Tunisia             | Fédération Tunisienne des Échecs        | 4.1  |
| Uganda              | Ugandan Chess Federation                | 4.2  |
| Zambia              | Chess Federation of Zambia              | 4.3  |
| Zimbabwe            | Zimbabwe Chess Federation               | 4.3  |

## Classifica dei primi 20 Paesi
La classifica è basata sulla media Elo dei primi 10 giocatori. È riportato anche il numero di Grandi Maestri (GM),  Maestri Internazionali (IM) e il totale dei giocatori titolati (con almeno il titolo di Maestro FIDE, compresi i Maestri FIDE femminili).
- Le colonne sono ordinabili con i pulsanti a fianco dei titoli.
- Lista aggiornata al 1º febbraio 2020.

| #  | Paese       | Elo medio | GM  | IM  | Totale titolati |
| -- | ----------- | --------- | --- | --- | --------------- |
| 1  | Russia      | 2739      | 256 | 539 | 2641            |
| 2  | Stati Uniti | 2725      | 101 | 166 | 828             |
| 3  | Cina        | 2705      | 48  | 39  | 181             |
| 4  | India       | 2668      | 64  | 114 | 408             |
| 5  | Ucraina     | 2663      | 93  | 209 | 589             |
| 6  | Armenia     | 2652      | 44  | 29  | 132             |
| 7  | Azerbaigian | 2652      | 26  | 32  | 159             |
| 8  | Ungheria    | 2644      | 58  | 120 | 497             |
| 9  | Francia     | 2638      | 50  | 118 | 465             |
| 10 | Polonia     | 2637      | 45  | 109 | 447             |
| 11 | Germania    | 2630      | 96  | 273 | 1443            |
| 12 | Paesi Bassi | 2622      | 36  | 104 | 388             |
| 13 | Inghilterra | 2620      | 36  | 68  | 287             |
| 14 | Spagna      | 2617      | 56  | 137 | 663             |
| 15 | Israele     | 2615      | 43  | 64  | 212             |
| 16 | Rep. Ceca   | 2605      | 36  | 83  | 343             |
| 17 | Georgia     | 2584      | 32  | 40  | 137             |
| 18 | Norvegia    | 2584      | 16  | 36  | 146             |
| 19 | Croazia     | 2577      | 32  | 65  | 272             |
| 20 | Serbia      | 2567      | 58  | 126 | 524             |